# アテルイ (映画)
『アテルイ』は、平安時代初期の蝦夷の軍事的指導者であるアテルイを題材に、2002年に岩手県で製作・上映されたアニメーション映画。キャッチコピーは「その瞳は、未来をみていた」。

## 概要
アテルイの没後1200年目に当たる2002年に岩手県で製作・上映された長編アニメーション作品。2002年8月5日より岩手県内で上映され、翌2003年には全国に配信・上映された。
製作の企画や議論、製作費の支援活動を協賛するため、増田寛也岩手県知事（当時）を名誉会長とする「『アテルイ』製作上映運動推進岩手県民の会」が2001年に結成された。1年にわたる支援活動により、総計7500万円にのぼる製作支援金が県民から寄せられた。

## あらすじ
主人公の岡崎飛人は、岩手県水沢市の小学校に転校してきた小学生。東京の小学校でいじめに遭い、岩手に越してきたのだが、飛人は初登校の日、小学校から逃げ出してしまう。雨の中、両親から逃げていた飛人は途中で足を滑らせ、北上川に転落してしまう。意識を失った飛人が目覚めると、そこは1200年前の日本だった。
森の中でイノシシに襲われそうになる飛人だったが、間一髪の所を蝦夷の族長であるアテルイに助けられる。アテルイに連れられ、蝦夷の村に迎え入れられた飛人は、徐々にその生活に溶け込んでいく。
しかしその頃、大和朝廷は奥羽に兵士を送り込み、エミシの村々に攻め込んでいたのだった。

## 登場人物
岡崎 飛人（おかざき とぶと）
男子小学生。1200年前にタイムスリップし、アテルイたちと暮らすようになる。タイムスリップした当初は、内気で村の人々に馴染めずにいたが、アテルイやララカのお陰で村に溶け込めるようになる。
アテルイ
胆沢村の族長で、村人や近隣の村人から慕われている。タイムスリップしてきた飛人を村に迎え入れる。村人たちを守るため蝦夷勢の総大将になるが、自身は殺し合いを望んでいない。
ララカ
胆沢村の少女。飛人と仲良くなり、好意を抱くようになる。鬼道勢に襲われた際、サナとイテワを庇い大和兵に殺される。
コムイ
胆沢村の少年。いつもチトとマオと一緒に行動している。余所者の飛人に冷たく接していたが、飛人に命を救われてからは友達になる。
ウツグ
胆沢村の青年。サナと結婚しイテワの父親になるが、鬼道に戦いを挑んで殺される。
モレ
隣村の族長。アテルイの親友。蝦夷勢の副将としてアテルイを支える。
佐伯 鬼道（さえき の おにみち）
大和勢の武将。砦麻呂の乱の際に親兄弟を殺され、それ以来蝦夷を憎んでいる。 蝦夷を皆殺しにしようと村々を襲うが、アテルイとの一騎討ちに敗れ戦死する。
百済王 俊哲（くだらおう しゅんてつ）
大和勢の武将。蝦夷の従属化を優先しており、皆殺しを主張する鬼道に苦言を呈している。
朴葉の仮面の男
アテルイや飛人の前に現れ、危機を救った男。正体は伊治呰麻呂。俘囚として大和朝廷に仕えたが、大和からの差別に耐え切れず反乱を起こし、行方不明となっていた。アテルイを守るため鬼道に戦いを挑み殺される。
アマババ
胆沢村のシャーマン。アテルイの育ての親。アテルイや飛人に進むべき道を示す。

## 声の出演
- アテルイ - 大友康平
- 岡崎飛人 - 日下ちひろ
- ララカ - 桑島法子
- 少年のコムイ - 片桐真衣
- 若者のコムイ - 福山潤
- ウツグ - 岡野浩介
- 若者のチト - 小泉一郎太
- 若者のマオ - 鳥海勝美
- シギ - 秋元羊介
- イテワ - 伊藤美幸
- サナ - 斉藤恵理
- 少年のチト - 平野禅里
- 少年のマオ - 新渡戸裕子
- 若者のテテオ - 泉山基人
- 少年のテテオ - 木村航
- レミ - 相原優美
- モレ - 平野正人
- 坂上田村麻呂 - 小山武宏
- 佐伯鬼道 - 千葉一伸
- 紀古佐美 - 咲野俊介
- 百済王俊哲 - 梁田清之
- 飛人の父 - あんべ光俊
- 飛人の母 - かわのめえりこ
- 俘囚の老女 - 畑中美耶子
- 海辺蝦夷の族長 - 山浦玄嗣
- 山地蝦夷の族長 - 岩田安生
- 村人の男 - 佐藤晄僖
- 族長A - 佐藤一美
- 族長B - 千田次男
- 村人A - 吉田瑞彦
- 村の女A - 青木環実
- 竹麿 - 黒澤顕子
- 救急隊員 - 村上煕
- キャラバンの頭 - 天田益男
- 鬼道の部下 - 江川大輔
- 大和兵A - 佐藤晴男
- 大和兵B - 魚建
- 村人 - 木下尚紀
- 朴葉の仮面の男 - ザ・グレート・サスケ
- アマババ - 長岡輝子

## スタッフ
- 企画 - 村上熙、加藤善正、中村敏功、宮森淳博
- 監督 - 出﨑哲
- 監修 - 佐藤秀昭
- 脚本 - 鈴木良武、小出一巳、市川卓、末永光代、出崎哲
- 絵コンテ - 森田皓光、櫻井美知代、長山洋、前島健一
- キャラクターデザイン・レイアウト監修 - 清水恵蔵
- キャラクターデザイン・絵コンテ - 四分一節子
- アニメーション演出 - 棚橋一徳
- 作画監督 - 茅野京子、進藤満尾、山沢実
- 美術監督・美術設定 - 小林七郎
- 色彩設定 - 西川裕子
- 撮影監督 - 岡崎英夫
- 音響効果 - 加藤昭二
- 編集 - 宮城重夫
- 音楽 - 中島優貴
- 音響監督 - 清水勝則
- プロデューサー - 島居明夫、小室皓充、出崎哲
- 製作協力 - アニメ「アテルイ」製作上映運動推進岩手県民の会、岩手県、水沢市
- 製作 - アニメ「アテルイ」映画製作委員会、シネマとうほく、インディーズ、マジックバス

## 主題歌
主題歌「GLORY」
作詞 - 大友康平、松井五郎 / 作曲 - 箕輪卓志 / 編曲 - HOUND DOG / Vocal - 大友康平
エンディングテーマ「ATERUI will HERO」
作詞 - 出智魚 / 作曲 - YuichiIkuzawa/K-A-Z / 編曲 - K-A-Z / Vocal - 生沢佑一